# Kopřivová vlákna

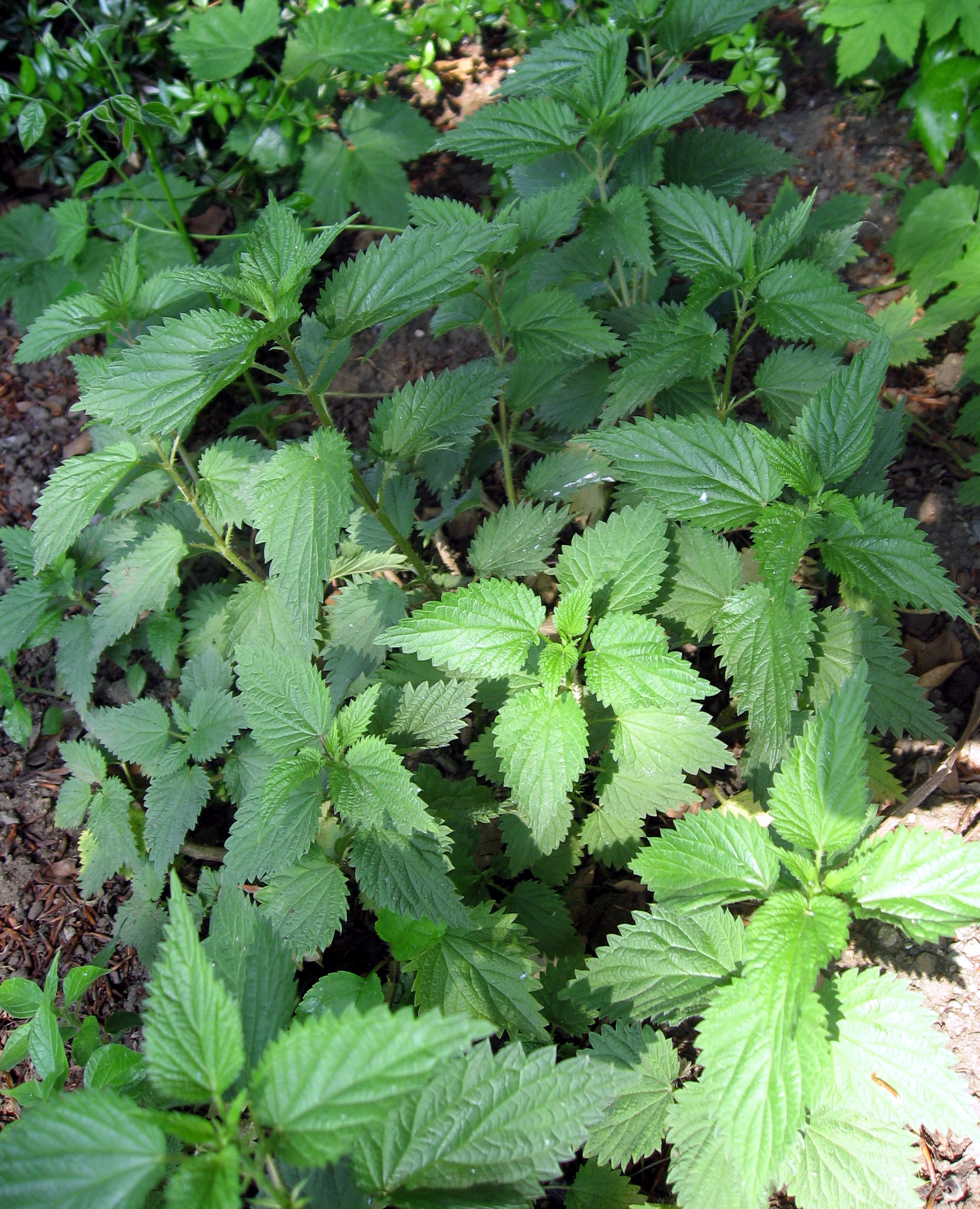
Kopřiva dvoudomá (Urtica dioica)

Kopřivová vlákna jsou vlákna ze stonků různých druhů kopřiv (Urtica). Z cca 500 druhů kopřiv jsou jen druhy Urtica dioica, Urtica genera, Girardinia, Boehmeria, Laportea a cannabina vhodné jako surovina k získání textilních vláken.

## Vlastnosti
Rostlina se zpracovává podobně jako len nebo konopí, dává však jen 3-5 % textilních vláken (speciálně pěstěné kopřivy mohou přinést až 12 %).
Některé fyzikální vlastnosti kopřivy a bavlny:
| Vlákno / vlastnosti | hustota g/cm³ | střední délka mm | jemnost µm | tažná pevnost cN/tex | tažnost % |
| ------------------- | ------------- | ---------------- | ---------- | -------------------- | --------- |
| kopřiva             | 0,72          | 43-58            | 19-50      | 15-50                | 2         |
| bavlna              | 1,5           | 15-50            | 10-17      | 30-45                | 6-10      |

Vlákna jsou odolná proti oděru a proti žmolkování a mají vyšší pevnost za mokra než za sucha. Jemnější příze se z nich dají vypřádat jen ze směsi s jinými materiály, kterými se musí vyrovnat vysoká nestejnoměrnost v délce a jemnosti.

## Z historie kopřivových vláken
Textilie z kopřivových vláken se začaly zhotovovat pravděpodobně před více než 3000 lety. (Podle některých historiků již před 5000 lety). Ve středověku se používala (vedle konopí) kopřivová vlákna na lodní plachty a lana. V roce 1723 byla v Lipsku založena manufaktura na zpracování kopřivových vláken (výrobky však nemohly dlouho konkurovat importovaným bavlněným textiliím).
Ve 20. století se během obou světových válek snažily některé země nahradit chybějící bavlnu kopřivovými vlákny. Např. v Německu se v roce 1917 na 300 ha a během 2. světové války na 200 ha pěstovaly kopřivy, které se měly použít k výrobě tkanin na uniformy.

### Kopřivová vlákna v 21. století
Až do konce 2. dekády nebyla produkce kopřivových vláken (na rozdíl od jiných přírodních textilních vláken) celosvětově evidována.
Řemeslné zpracování kopřivových vláken ručním předením a tkaním se udržuje
- na Balkáně (Bulharsko, Rumunsko, Srbsko), kde výrobky (závěsy, tašky, stínítka, koberečky) jsou většinou koncipovány jako módní zboží a prodávají se s údajně vysokým ziskem.[3]
- v oblasti Himálaje (Nepál, Indie, Pákistán), odkud pochází největší známé množství kopřivových vláken. Ve 2. dekádě 20. století se z celkové plochy 770 km² sklízí ročně až 25 000 tun (po máčení) sušených vláken.[7]Vlákna tamější kopřivy Girardinia Diversifolia jsou delší, pevnější a pružnější než vlákna z evropské Urtica dioica.[8] Výrobky (lana, hrubé tkaniny, ručně pletací příze) se dají z naprosté většiny zpeněžit jen v regionálním prodeji. Na evropském trhu se nabízejí jako rarity nepálské ručně předené příze a tkaniny ze 100% kopřivových vláken,[9] příze na ruční pletení[10] a tkaniny na nábytkové potahy vyrobené v Evropě ze směsi vlny s nepálskou kopřivou[11]

#### Možné použití
Indičtí a afričtí výrobci udávají jako možné použití: obalový materiál, bytový textil, geotextil, koberce, šicí nitě, motouzy, lana, rybářské sítě, kabelky, pytle aj

#### Pokusy o racionalizaci pěstování kopřivy a zpracování vláken
Zhotovení 1 kg hrubé kopřivové příze ručním předením trvá 5 až 10 dní. Strojní výroba příze je technicky možná na způsob mykané vlny, nebo mykané bavlny dopřádané na prstencových, rotorových strojích i frikčním předením. Ve světě byla v tomto směru realizována řada projektů úspěšných zejména při zhotovení přízí ve směsi s přírodními vlákny s podílem kopřivových vláken do 50 %. Údaje o jejich zavedení do průmyslové výroby však nebyly dosud publikovány.
Při pokusech se strojním zpracováním vláken Girardinia Diversifolia (na univerzitě v Kalkutě ve 2. dekádě 21. století) byla např. zhotovena hrubá tkanina (400 g/m) s výrobními náklady cca 7 €/m. Podle celkového hodnocení projektu není za současného stavu možné kopřivová vlákna racionálně průmyslově zpracovat.
Ve 2. dekádě 21. století byl s finanční podporou německého ministerstva zemědělství realizován výzkumný projekt s cílem zvýšení obsahu textilních vláken v kopřivě na 20 %. Práce na projektu byly uzavřeny na konci roku 2018, konkrétní výsledky nebyly oznámeny. Z vypěstovaných vláken bylo vyrobeno laboratorní množství směsové příze s obsahem 70 % kopřiv, o jejím použití nebylo do roku 2020 nic publikováno.

## Historický a kulturní kontext

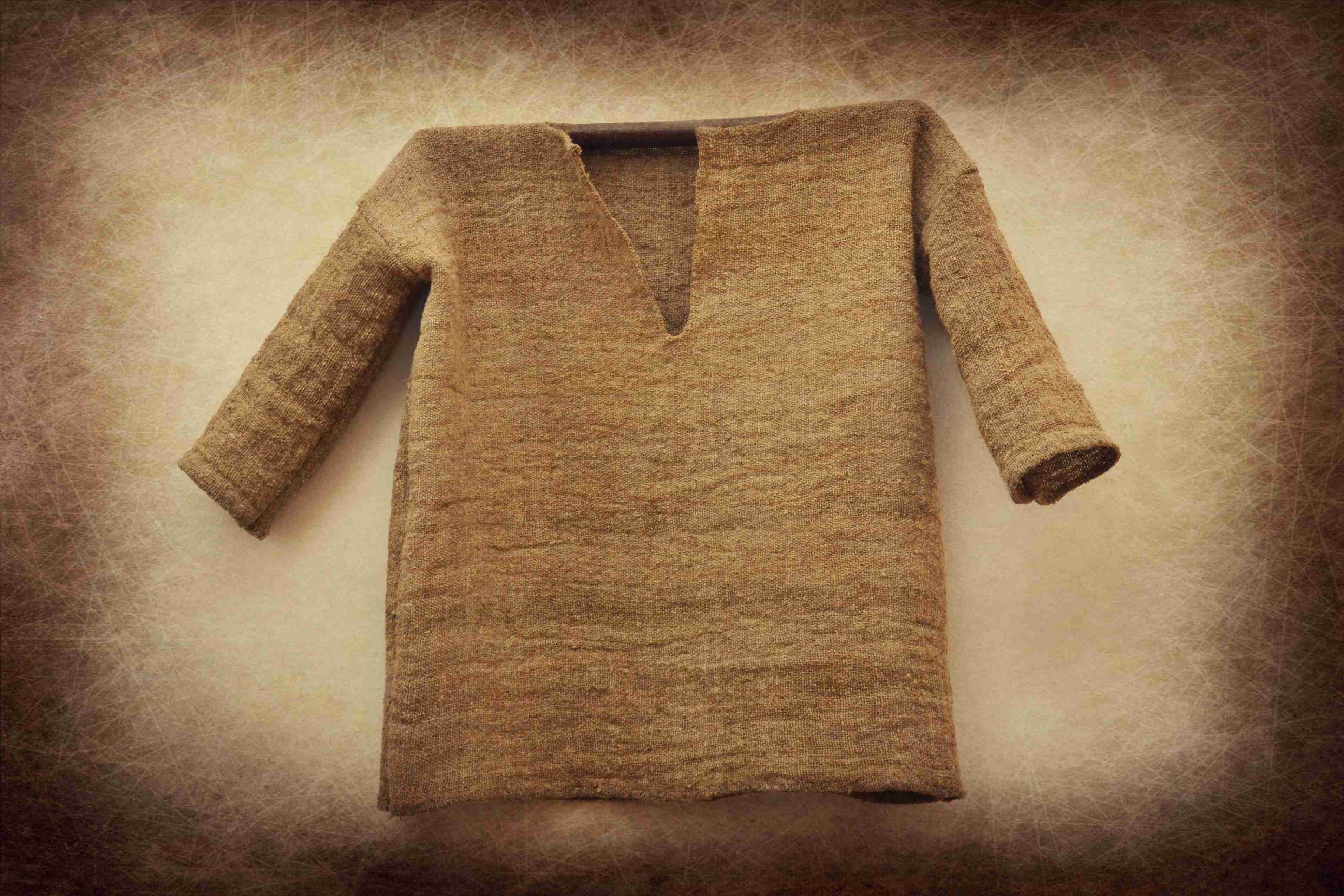
Kopřivová košile zhotovená pracovníky Muzea Novojičínska, p.o.

Příroda poskytuje množství surovin, k nimž lidé v minulosti zaujímali velmi komplexní postoj a dokázali je efektivně využívat. Tento vztah se týkal také řady divokých rostlin, od jejichž zpracování bylo postupně z různých důvodů upuštěno. Písemné i hmotné doklady nám však přinášejí informace, že v krizových obdobích se k nim dokázaly vracet i poměrně vyspělé společnosti. K některým je kvůli jejich funkčnosti a vlastnostem při uplatnění nejmodernějších technologií opět hledána cesta. Jednou z těchto rostlin je všem dobře známá kopřiva. Ačkoliv je vnímána zejména jako plevel, či v pozitivnějším případě jako léčivá bylina, spektrum možností jejího zužitkování bylo vždy velmi pestré.

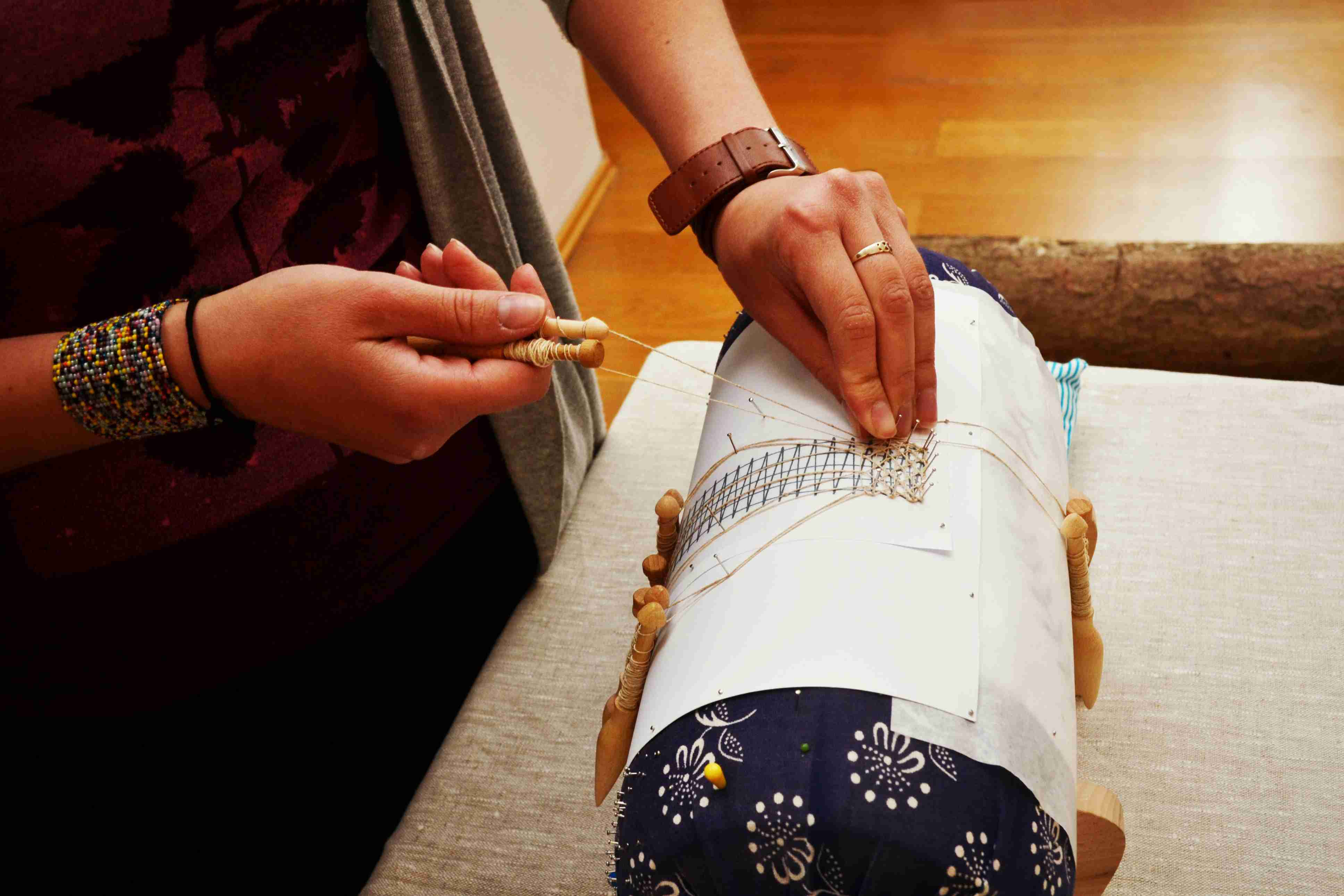
Paličkování krajky pracovníky Muzea Novojičínska (z velmi jemné ručně zhotovené příze z kopřivových vláken)

Historicky doložené je například využití kopřiv na výrobu papíru a také jako textilního barviva. V dnešní době jejich chlorofyl slouží jako barvivo potravinářské. S kopřivou se můžeme setkat zejména ve farmacii a kosmetice. Minimálně od doby bronzové sloužilo vlákno této rostliny ke zhotovování tkanin a stále i v 21. století láká mnohé výrobce jeho potenciálnost uplatnění v textilní produkci. Na trhu se v současnosti vyskytují především tkaniny zhotovené z ramie (příbuzná rostlina, čeleď kopřivovité) a girardinie
Girardinia diversifolia, označované jako himálajská kopřiva (rovněž čeleď kopřivovité). Na základě řady podaných patentů však lze předpokládat, že se brzy objeví v hojnější míře i dnes pouze ojedinělé výrobky z historicky prověřené kopřivy dvoudomé.
Tomuto tématu se vědecky věnuje etnolog Václav Michalička  z Muzea Novojičínska, p.o. - působící v Centru tradičních technologií Příbor. Jedním z výstupů projektu zaměřeného na historický fenomén zpracování kopřivového vlákna a výrobu kopřivových textilií od pravěku až po 20. století bylo vydání knihy „Kopřiva. Plevel, který šatil“  Archivováno 1. 2. 2018 na Wayback Machine.. Projekt se soustředil obzvlášť na kopřivu dvoudomou a její místo v materiální i duchovní kultuře. Vydání knihy úzce navazuje na výstavu "Kopřiva" realizovanou v Muzeu Novojičínska, p. o. – Muzeum a pamětní síň S. Freuda v Příboře  Archivováno 29. 1. 2018 na Wayback Machine. (3. listopadu 2016 – 30. května 2017). Tato výstava byla oceněna v národní soutěži Gloria Musaealis v kategorii muzejní výstava roku 2016 a také získala čestnou cenu Pěti rudých růží od České národopisné společnosti  za významný přínos pro rozvoj oboru etnografie a za ideovou koncepci a přípravu této výstavy . Více informací na stránkách Muzea Novojičínska, p.o.- sekce "Projekt Kopřiva" Archivováno 31. 1. 2018 na Wayback Machine..

## Galerie kopřivových vláken

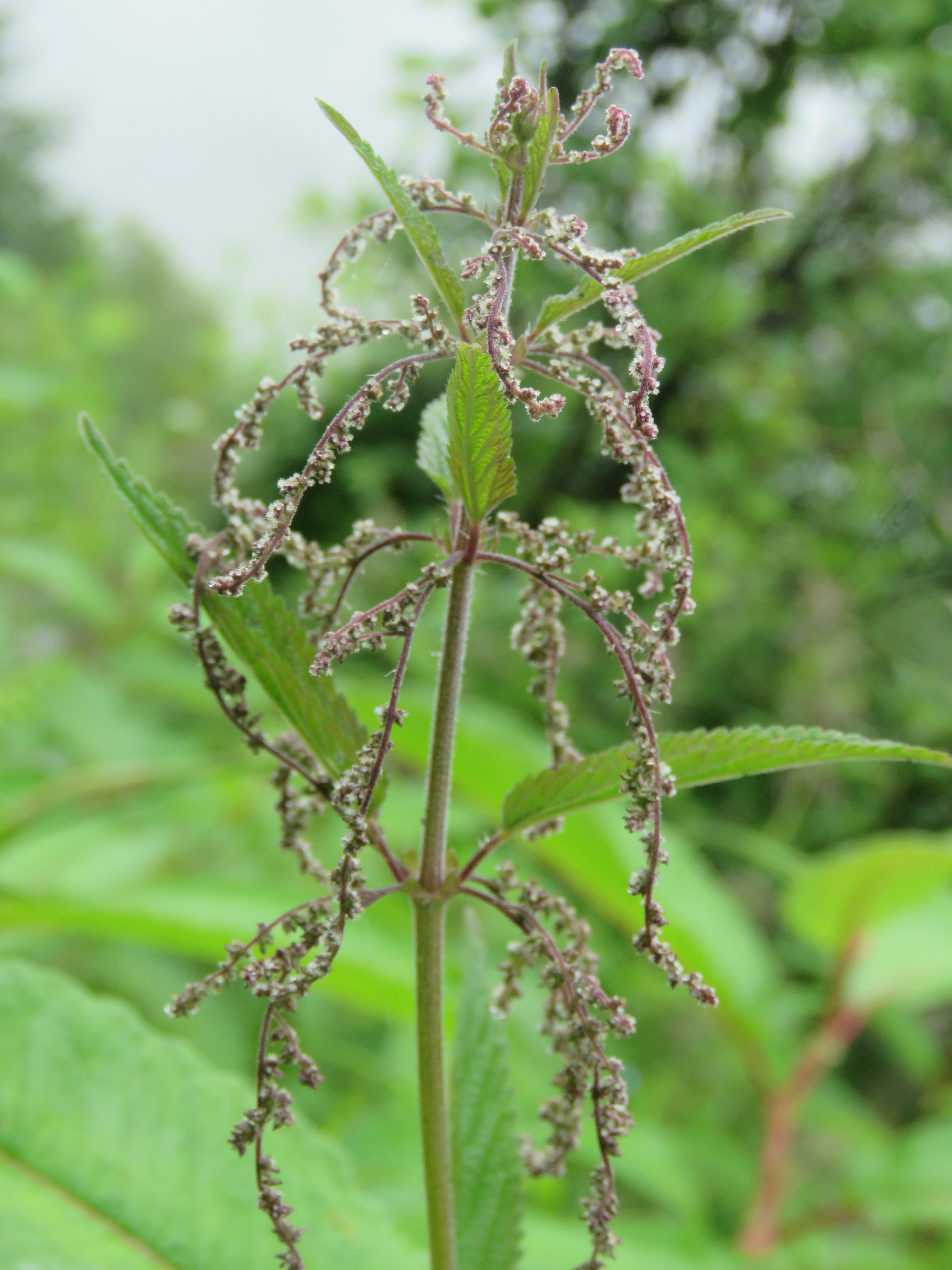
Stonek kopřivy dvoudomé (Urtica dioica)
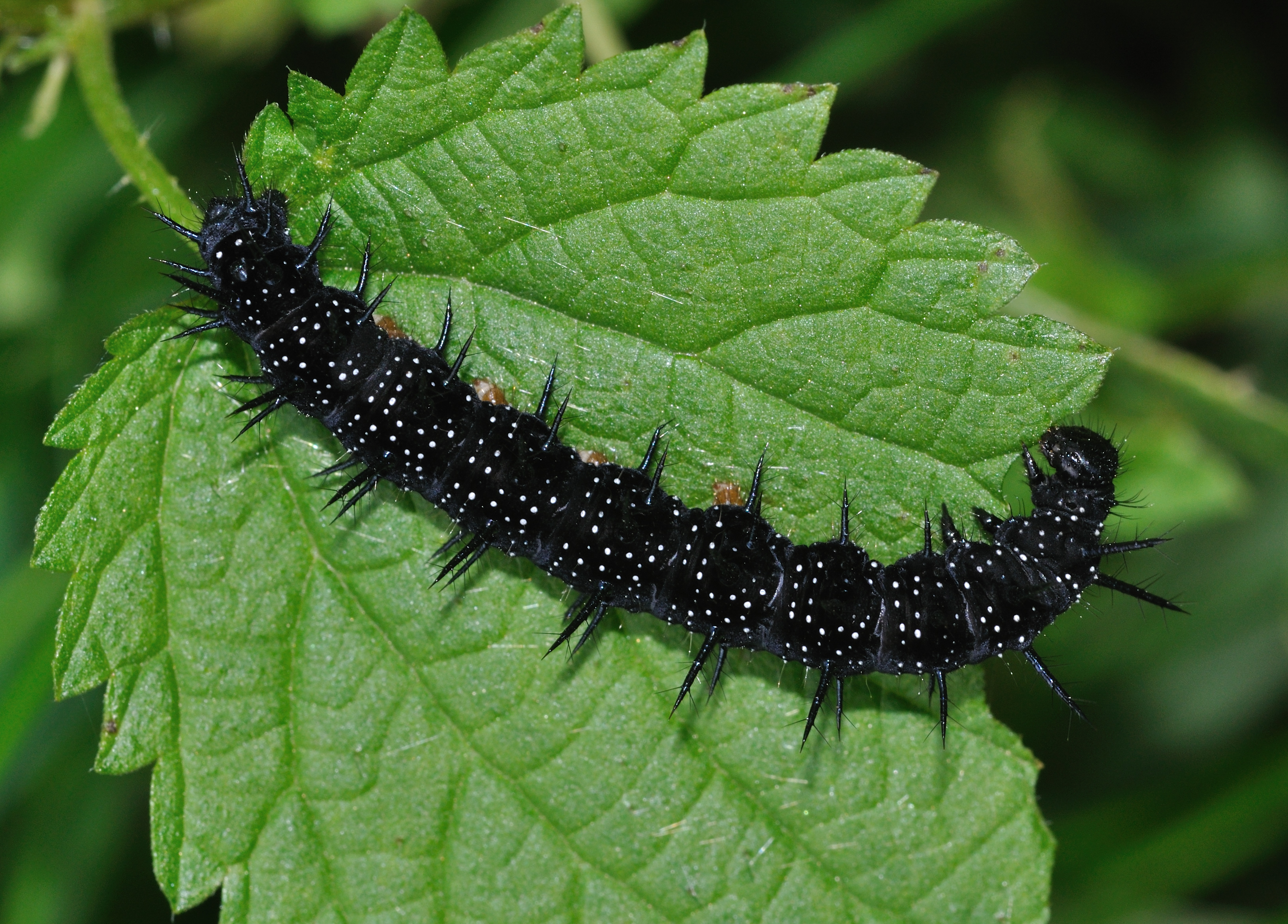
Housenka Inachis io na kopřivovém listu
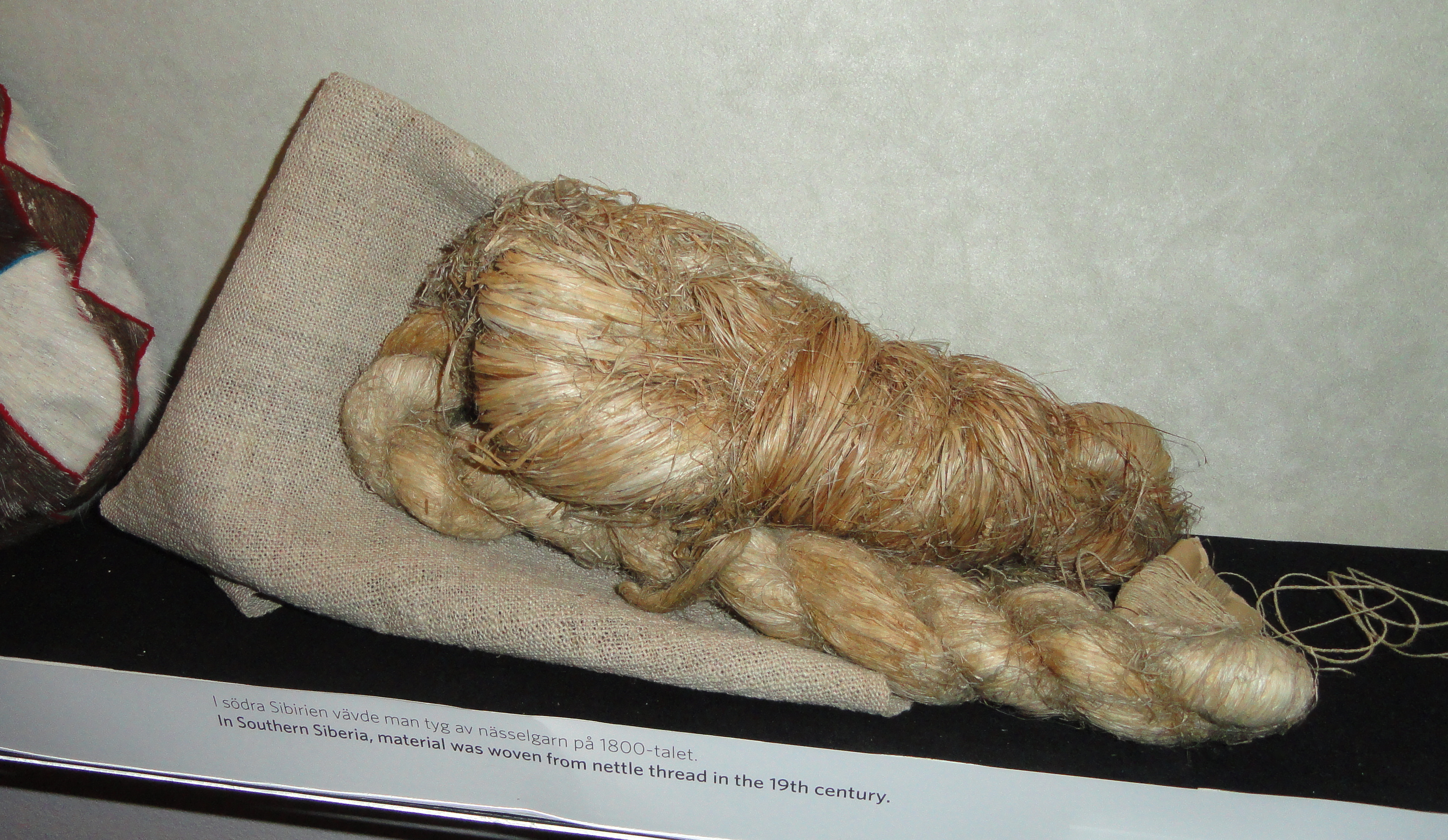
Příze a tkanina z kopřivových vláken z 19. století v jižním Sibíři (Museum of Cultures v Helsinkách)
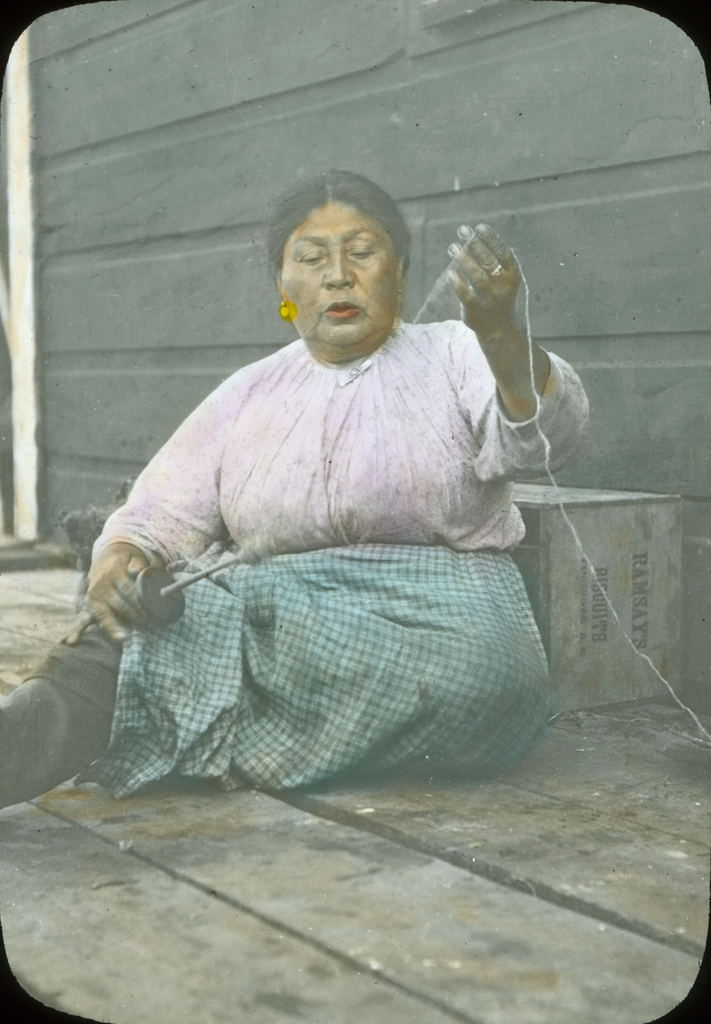
Ruční výroba příze z kopřivových vláken (Britská Kolumbie 1922)
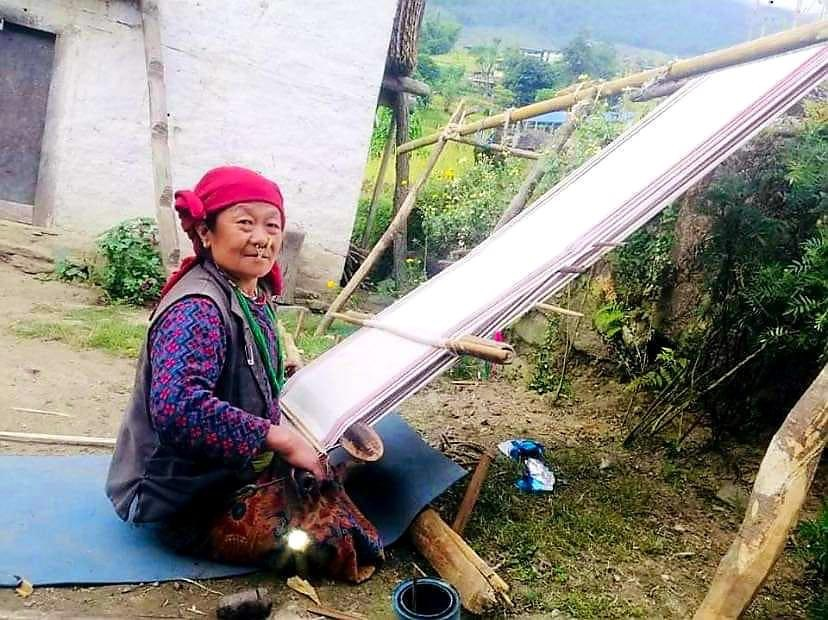
Výroba kopřivové tkaniny ve východním Nepálu